# Pavel Kubina
Pavel Kubina (né le 15 avril 1977 à Čeladná en Tchécoslovaquie aujourd'hui ville de République tchèque) est un joueur professionnel tchèque de hockey sur glace.

## Carrière de joueur
Après avoir commencé sa carrière au HC Vítkovice, il a été repêché par le Lightning de Tampa Bay lors du repêchage d'entrée dans la LNH 1996, à la 179e position. Il a participé à son premier Match des étoiles lors de la saison 2003-2004. Kubina a remporté la Coupe Stanley avec l'équipe 2003-2004 du Lightning. Lors de l'été 2006, Kubina a signé une entente de quatre ans d'une valeur de 20 millions $ pour se joindre aux Maple Leafs de Toronto. Le 2 juillet 2010, il revient avec le Lightning de Tampa Bay en signant un contrat de 7.7 millions de dollars échelonnés sur deux ans. Le 18 février 2012, les Flyers de Philadelphie en font l'acquisition en échange d'un choix de deuxième tour en 2012 et d'un choix de quatrième tour en 2013.
Le 12 février 2013, il rejoint le Genève-Servette HC dans le Championnat Suisse de LNA. Son contrat n'est pas prolongé après la fin de la saison.

## Carrière internationale
Il a remporté avec l'équipe de République tchèque les championnats du monde de 1999, 2001 et 2005. Il a également remporté la médaille de bronze lors des Jeux olympiques d'hiver de 2006.

## Statistiques

### En club
| Saison     | Équipe                    | Ligue      |     | Saison régulière | Saison régulière | Saison régulière | Saison régulière | Saison régulière |   | Séries éliminatoires | Séries éliminatoires | Séries éliminatoires | Séries éliminatoires | Séries éliminatoires |
| Saison     | Équipe                    | Ligue      | PJ  | B                | A                | Pts              | Pun              | PJ               | B | A                    | Pts                  | Pun                  |                      |                      |
| 1993-1994  | HC Vitkovice              | Extraliga  | 1   | 0                | 0                | 0                | 0                | -                | - | -                    | -                    | -                    |                      |                      |
| 1994-1995  | HC Vitkovice              | Extraliga  | 12  | 2                | 0                | 2                | 0                | -                | - | -                    | -                    | -                    |                      |                      |
| 1995-1996  | HC Vitkovice              | Extraliga  | 33  | 3                | 4                | 7                | 32               | 4                | 0 | 0                    | 0                    | 0                    |                      |                      |
| 1996-1997  | HC Vitkovice              | Extraliga  | 1   | 0                | 0                | 0                | 0                | -                | - | -                    | -                    | -                    |                      |                      |
| 1996-1997  | Warriors de Moose Jaw     | LHOu       | 61  | 12               | 32               | 44               | 116              | 11               | 2 | 5                    | 7                    | 27                   |                      |                      |
| 1997-1998  | Red Wings de l'Adirondack | LAH        | 55  | 4                | 8                | 12               | 86               | 1                | 1 | 0                    | 1                    | 14                   |                      |                      |
| 1997-1998  | Lightning de Tampa Bay    | LNH        | 10  | 1                | 2                | 3                | 22               | -                | - | -                    | -                    | -                    |                      |                      |
| 1998-1999  | Lightning de Tampa Bay    | LNH        | 68  | 9                | 12               | 21               | 80               | -                | - | -                    | -                    | -                    |                      |                      |
| 1998-1999  | Lumberjacks de Cleveland  | LIH        | 6   | 2                | 2                | 4                | 16               | -                | - | -                    | -                    | -                    |                      |                      |
| 1999-2000  | Lightning de Tampa Bay    | LNH        | 69  | 8                | 18               | 26               | 93               | -                | - | -                    | -                    | -                    |                      |                      |
| 2000-2001  | Lightning de Tampa Bay    | LNH        | 70  | 11               | 19               | 30               | 103              | -                | - | -                    | -                    | -                    |                      |                      |
| 2001-2002  | Lightning de Tampa Bay    | LNH        | 82  | 11               | 23               | 34               | 106              | -                | - | -                    | -                    | -                    |                      |                      |
| 2002-2003  | Lightning de Tampa Bay    | LNH        | 75  | 3                | 19               | 22               | 78               | 11               | 0 | 0                    | 0                    | 12                   |                      |                      |
| 2003-2004  | Lightning de Tampa Bay    | LNH        | 81  | 17               | 18               | 35               | 85               | 22               | 0 | 4                    | 4                    | 50                   |                      |                      |
| 2004-2005  | HC Vitkovice              | Extraliga  | 28  | 6                | 5                | 11               | 46               | 12               | 4 | 6                    | 10                   | 34                   |                      |                      |
| 2005-2006  | Lightning de Tampa Bay    | LNH        | 76  | 5                | 33               | 38               | 96               | 5                | 1 | 1                    | 2                    | 26                   |                      |                      |
| 2006-2007  | Maple Leafs de Toronto    | LNH        | 61  | 7                | 14               | 21               | 48               | -                | - | -                    | -                    | -                    |                      |                      |
| 2007-2008  | Maple Leafs de Toronto    | LNH        | 72  | 11               | 29               | 40               | 116              | -                | - | -                    | -                    | -                    |                      |                      |
| 2008-2009  | Maple Leafs de Toronto    | LNH        | 82  | 14               | 26               | 40               | 94               | -                | - | -                    | -                    | -                    |                      |                      |
| 2009-2010  | Thrashers d'Atlanta       | LNH        | 82  | 6                | 44               | 50               | 30               | -                | - | -                    | -                    | -                    |                      |                      |
| 2010-2011  | Lightning de Tampa Bay    | LNH        | 79  | 4                | 19               | 23               | 62               | 8                | 2 | 1                    | 3                    | 10                   |                      |                      |
| 2011-2012  | Lightning de Tampa Bay    | LNH        | 52  | 3                | 8                | 11               | 59               | -                | - | -                    | -                    | -                    |                      |                      |
| 2011-2012  | Flyers de Philadelphie    | LNH        | 17  | 0                | 4                | 4                | 15               | 5                | 0 | 1                    | 1                    | 12                   |                      |                      |
| 2012-2013  | Genève-Servette HC        | LNA        | 3   | 0                | 1                | 1                | 4                | 1                | 0 | 0                    | 0                    | 0                    |                      |                      |
| Totaux LNH | Totaux LNH                | Totaux LNH | 970 | 110              | 276              | 386              | 1 123            | 51               | 3 | 7                    | 10                   | 110                  |                      |                      |

### En équipe nationale
| Année | Compétition                 |    | PJ | B | A | Pts | Pun                |  | Résultat |
| 1996  | Championnat du monde junior | 6  | 0  | 2 | 2 | 8   | 4e place           |  |          |
| 1999  | Championnat du monde        | 12 | 2  | 6 | 8 | 12  | Médaille d'or      |  |          |
| 2001  | Championnat du monde        | 9  | 2  | 3 | 5 | 18  | Médaille d'or      |  |          |
| 2002  | Jeux olympiques             | 4  | 0  | 1 | 1 | 0   | 7e place           |  |          |
| 2002  | Championnat du monde        | 7  | 3  | 4 | 7 | 8   | 5e place           |  |          |
| 2005  | Championnat du monde        | 9  | 2  | 2 | 4 | 10  | Médaille d'or      |  |          |
| 2006  | Jeux olympiques             | 8  | 1  | 1 | 2 | 12  | Médaille de bronze |  |          |
| 2010  | Jeux olympiques             | 5  | 0  | 0 | 0 | 2   | 7e place           |  |          |